# Швубова, Дагмар
Дагмар Швубова (урождённая Палечкова; чеш. Dagmar Švubová; 9 августа 1958, Нове-Место-на-Мораве) — чехословацкая лыжница, серебряная медалистка Олимпийских игр в Сараево.

## Карьера
В Кубке мира Швубова дебютировала в 1982 году, тогда же впервые попала в десятку лучших на этапе Кубка мира. Всего имеет на своём счету 4 попадания в десятку лучших на этапах Кубка мира. Лучшим достижением Швубовой в общем итоговом зачёте Кубка мира является 14-е место в сезоне 1981/82.
На Олимпийских играх 1980 года в Лейк-Плэсиде, стала 4-й в эстафете, 13-й в гонке на 5 км и 16-й в гонке на 10 км.
На Олимпийских играх 1984 года в Сараево, завоевала серебро в эстафетной гонке, кроме того заняла 20-е место в гонке на 5 км коньком.
Лучшим результатом спортсменки на чемпионатах мира, является 12-е место в гонке на 5 км коньком на чемпионате мира-1982 в Осло.